# Bruno Jungling
Bruno Jungling (ur. 6 października 1928 w Beautor, zm. 17 kwietnia 2005) – polski ślusarz i hutnik, poseł na Sejm PRL VI kadencji.

## Życiorys
Uzyskał wykształcenie zasadnicze zawodowe. Zdobył we Francji zawód ślusarza. W 1946 został członkiem organizacji młodzieżowej „Grunwald”. W 1947 powrócił wraz z rodziną do Polski, podejmując pracę jako ślusarz w „Famalu” w Kamiennej Górze. Przystąpił także do Związku Walki Młodych. Po powołaniu do wojska i przeszkoleniu został oficerem politycznym. Był zastępcą dowódcy kompanii. W 1951 wstąpił do Polskiej Zjednoczonej Partii Robotniczej. Później pracował w Zarządzie Politycznym Śląskiego Okręgu Wojskowego, a zwolniwszy się z wojska został ślusarzem dołowym w kopalni „Victoria” w Wałbrzychu. Po przeszkoleniu w zawodzie wytapiacza, w 1958 przeniósł się do huty miedzi w Legnicy. W 1972 uzyskał mandat posła na Sejm PRL w okręgu Legnica. Zasiadał w Komisji Przemysłu Ciężkiego i Maszynowego oraz w Komisji Spraw Zagranicznych.
Pochowany na Cmentarzu Komunalnym w Legnicy (A5/1/33).